# Караваджо (фільм)
«Караваджо» (англ. Caravaggio) — британський художній фільм 1986 року режисера Дерека Джармена, знятий за мотивами життя італійського художника Караваджо.

## Сюжет
В основі сюжету — життя італійського художника Караваджо (1571–1610), любовний трикутник Караваджо (Найджел Террі), Єлени (Тільда Суїнтон) і Рануччіо (Шон Бін), а також використання художником волоцюг, п'яниць і куртизанок як натурників для найвизначніших (як правило релігійних) картин.
Караваджо на смертному одрі в Порто-Ерколе. Перед його очима проходить його минуле, основний акцент в якому — стосунки з мускулистим натурником Рануччио і його коханкою, що позували йому під час найпліднішого «римського періоду» в образах святих мучеників.

## В ролях
- Найджел Террі — Караваджо
- Шон Бін — Рануччіо
- Гаррі Купер — Давид
- Декстер Флетчер — Караваджо в юнацькі роки
- Спенсер Лі
- Тільда Суїнтон — Лєна, коханка Рануччо, натурниця Караваджо
- Найджел Девенпорт — Джустіньяні
- Роббі Колтрейн — Шіпіоне Боргезе
- Майкл Гоф — Дель Монте, кардинал
- Джонатан Хайд — Багліоні

## Знімальна група
- Авторы сценария:
  - Сузо Чеккі Д'Аміко
  - Дерек Джармен
- Режисер: Дерек Джармен
- Оператор: Габріел Берістейн
- Композитор: Саймон Фішер-Тернер
- Художник: Крістофер Гоббс
- Художник по костюмах: Сенді Пауелл
- Продюсер: Сара Редкліфф

## Факти
- В епізодах фільму показана робота над полотнами Караваджо:
  - Медуза
  - Хворий Вакх
  - Лютніст
  - Музики
  - Мучеництво святого Матвія
  - Амур-Переможець
  - Іван Хреститель
  - Магдалина, що кається
  - Успіння Богоматері
- У фільмі використовується друкарська машинка, на якій набирається донос
- У епізоді, коли Рануччо виходить з ув'язнення, діалог відбувається на тлі вантажного автомобіля а-ля 1940-х років.

## Нагороди і визнання
- 1986 — 36-й Берлінський міжнародний кінофестиваль
  - Срібний ведмідь
  - Нагорода C.I.D.A.L.C.
- 1987 — Стамбульський міжнародний кінофестиваль
  - Спеціальний приз жури
- 1999 — Фільм увійшов до сотню найкращих британських фільмів за 100 років за версією BFI (93-е місце)